# Neotaxilana picturata
Neotaxilana picturata är en insektsart som beskrevs av Van Stalle 1984. Neotaxilana picturata ingår i släktet Neotaxilana och familjen Tropiduchidae. Inga underarter finns listade i Catalogue of Life.